# Misstrauensantrag
Ein Misstrauensantrag ist eine parlamentarische Initiative von Abgeordneten mit dem Ziel, einzelnen Ministern oder der gesamten Regierung das Vertrauen des Parlaments zu entziehen bzw. diese zum Rücktritt zu veranlassen.
Die Verfassungen der Staaten (bzw. ihrer Bundesländer) regeln diese Möglichkeit sehr unterschiedlich. Beispielsweise ist auf deutscher Bundesebene ein Antrag gegen den Bundeskanzler nur zulässig, wenn ein Gegenkandidat namentlich vorgeschlagen wird („konstruktives Misstrauensvotum“). Andere Staaten kennen solche Beschränkungen nicht (siehe Weblinks (unten) zu Österreich, Schweiz und Norwegen).
Im Regelfall gibt es jedoch Mindestfristen zwischen Antrag und Abstimmung (einige Tage) und Mindestquoten (etwa ein Viertel der Abgeordneten). Solche Bestimmungen sollen vermeiden, dass chancenlose Anträge (insbesondere von Kleinparteien) wiederholt gestellt werden und dass bei einer nur knappen Mehrheit der Regierungsfraktion(en) die Abwesenheit von Abgeordneten (z. B. durch Krankheit) ausgenutzt wird.
Findet der Antrag eine Mehrheit der anwesenden Abgeordneten – was in politisch stabilen Staaten allerdings nur in Ausnahmefällen passiert – so muss der betreffende Minister entlassen werden bzw. die Regierung zurücktreten.
Der weitere Gang des Verfahrens hängt von der Verfassung des jeweiligen Staates ab, von den Befugnissen des Staatspräsidenten und teilweise der Geschäftsordnung des Parlaments und dem politischen Usus:
- Betrifft der Rücktritt einen Minister, entscheidet im Allgemeinen der Regierungschef in Absprache mit einem Koalitionspartner.
- Bei erzwungenem Rücktritt der Regierung sind in vielen Verfassungen weitere Regeln festgelegt, beispielsweise:
  - Ausschreibung von Neuwahlen innerhalb bestimmter Fristen
  - Im-Amt-Bleiben der bisherigen Regierung bis zur neuen Regierungsbildung
  - Umbildung der Regierung mit nachfolgender Vertrauensfrage oder speziellen Dekreten des Präsidenten.

Gewinnt die Regierung die Abstimmung (das Misstrauensvotum), so bleibt sie im Amt, wird aber ihre Politik teilweise der Situation anpassen. Es gibt sowohl Beispiele, der Opposition in Details entgegenzukommen, als auch für eine „Verschärfung der Gangart“.
Ein Misstrauensantrag ist auch bei Ablehnung im Parlament nicht wirkungslos, weil in den Massenmedien darüber in der Regel ausführlich berichtet wird. Er kann die Position eines Ministers schwächen oder die politische Diskussion pointieren. Andererseits kann die Häufung von Anträgen – oft gegen starke Minister – als parteipolitisch motiviert erscheinen und so die schärfste parlamentarische „Waffe“ an Wirkung verlieren.